# جون سوبيرغ
جون سوبيرغ (بالسويدية: Johan Sjöberg)‏ (14 نوفمبر 1980 ببوروس في السويد - ) هو لاعب كرة قدم سويدي في مركز الدفاع. شارك مع منتخب السويد تحت 21 سنة لكرة القدم. أما مع النوادي، فقد لعب مع نادي أورغريته ونادي إلفسبورغ ونادي فريدريكستاد.

## وصلات خارجية
- جون سوبيرغ على موقع قاعدة بيانات كرة القدم.إي يو (الإنجليزية)
- جون سوبيرغ على موقع عالم كرة القدم.نت (الإنجليزية)